# Luque (Paraguay)
Luque (Guaraní Lúke) ist eine Distriktstadt im Departamento Central in Paraguay. Die Stadt hat etwa 324.000 Einwohner (Stand 2012).

## Geografie
Luque liegt 19 km von Asunción entfernt auf einer Ebene zwischen dem Ypacaraí-See und dem Río Paraguay.

## Geschichte
1635 verlieh Martín de Ledesma Valderrama, seit 1633 Gouverneur von Paraguay, dem Hauptmann Miguel Antón de Luque „durch königliche Gnade“ das Eigentum an Ländereien, die sich über zwei Leguas „im Tal von Salinas“ erstreckten und die seit mehr als zwei Jahrzehnten in Luques Besitz waren. Diese Verfügung des Gouverneurs (spanisch providencia) ist die erste schriftliche Erwähnung der Siedlung, aus der die heutige Stadt Luque hervorging. In Luque findet man noch heute gut erhaltene Gebäude aus der Kolonialzeit.
Während des Tripel-Allianz-Krieges war Luque vom 22. Februar bis zum 7. Dezember 1868 die Hauptstadt Paraguays.

## Wirtschaft und Verkehr
Nordwestlich des Stadtzentrums befindet sich der größte Flughafen Paraguays Aeropuerto Internacional Silvio Pettirossi.
Bekannt ist die Stadt für ihre Harfen- und Gitarrenherstellung sowie für Gold- und Silberschmiedehandwerk.

## Fußball

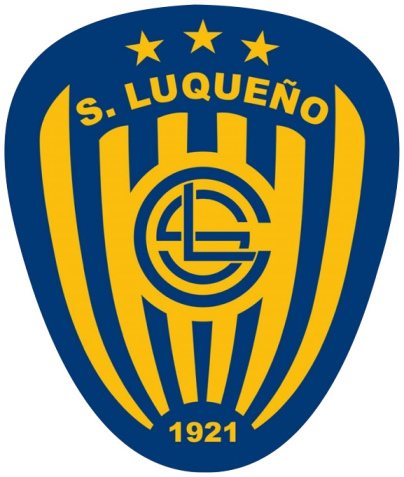
Club Sportivo Luqueno

Der südamerikanische Fußballbund CONMEBOL hat seinen Sitz in Luque.
In Luque ist der zweimalige Fußballmeister Club Sportivo Luqueño beheimatet, der in der Primera División spielt.

## Söhne und Töchter der Stadt
- Pedro Benítez (1901–1974), Fußballspieler
- Aurelio González (1905–1997), Fußballspieler
- Jorge Lino Romero (* 1932 oder 1937), Fußballspieler
- Juan Torales (* 1956), Fußballspieler
- Julio César Romero (* 1960), Fußballspieler
- César Zabala (1961–2020), Fußballspieler
- José Luis Chilavert (* 1965), Fußballtorhüter
- Juan Escobar (* 1995), Fußballspieler